# Kanhoji Angre
Kanhoji Angre (agosto de 1669 — 4 de julho de 1729) foi o primeiro chefe da marinha do Maratha, antigo império hindu que hoje é parte da Índia. Foi um temível inimigo dos interesses coloniais portugueses, neerlandeses e britânicos no Oceano Índico nas primeiras décadas do século XVII.

## Biografia
Era senhor da costa ocidental da Índia e atacava frequentemente as embarcações de comércio britânicas que iam para Bombaim (possessão que os portugueses haviam entregue à Coroa Britânica), e às naus portuguesas que traziam especiarias de Goa, Damão e Diu.
Em 1718 capturou três navios da Armada Britânica, um ataque que levou o Reino Unido a acusá-lo de pirataria. Posteriormente, Angri bloqueou o porto de Bombaim, exigindo uma compensação de 8.750 libras da Companhia Britânica das Índias Orientais.
Em novembro de 1721, o Vice-rei do Estado Português da Índia Francisco José Sampaio e Castro e o general britânico Robert Cowan juntaram-se e enviaram uma força de seis mil homens para deter o pirata. Apesar dos esforços, Angri morreu sem ser derrotado.